# Соботка (Јичин)
Соботка (чеш. Sobotka) град је у Чешкој Републици. Град се налази у управној јединици Краловехрадечки крај, у оквиру којег припада округу Јичин.

## Становништво
Према подацима о броју становника из 2014. године град је имао 2.395 становника.